# يزيد بن الحكم الثقفي
يزيد بن الحكم بن أبي العاص الثقفي البصري، شاعر أموي، من فصحاء الشعراء. من قبيلة ثقيف، جده أبو العاصي صاحب رسول الله وعمه الصحابي عثمان بن أبي العاص. شاعر عالي الطبقة، من أعيان العصر الأموي. من أهل الطائف، سكن البصرة، وولاه الحجاج كورة فارس، ثم عزله قبل أن يذهب إليها. فانصرف إلى سليمان بن عبد الملك فأجرى له ما يعدل عمالة فارس. وقد كان أبي النفس، شريفا، من حكماء الشعراء. وقد أورد له أبو تمام في الحماسة شعراً.
حدث عن عمه عثمان بن أبي العاص، روى عنه معاوية بن قرة، وعبد الرحمن بن إسحاق.

## وصلات خارجية
- ديوان يزيد بن الحكم الثقفي في بوابة الشعراء